# Albert Auguste Perdonnet
Jean-Albert-Vincent-Auguste Perdonnet (ur. 12 marca 1801 w Paryżu, zm. 27 września 1867 w Cannes) – szwajcarski inżynier kolejnictwa. Był dyrektorem paryskiej École Centrale des Arts et Manufactures.

## Życiorys
Był synem szwajcarskiego polityka Vincenta Perdonneta. Kończył szkołę Pestalozziego a następnie studiował na École Polytechnique, z której został usunięty za przynależność do karbonariuszy. Studia kontynuował w wyższej szkole górniczej École nationale supérieure des mines de Paris. Po ukończeniu studiów pracował nad projektem linii kolejowej z Paryża do Saint-Germain-en-Laye oraz do Strasburga. Był autorem pierwszego francuskiego podręcznika inżynierii kolejowej Traité élémentaire des chemins de fer.
- Odznaczony Legią Honorową
- Jego nazwisko pojawiło się na liście 72 nazwisk na wieży Eiffla[3].